# 後藤恒昭
後藤 恒昭（ごとう つねあき）は、日本の物理学者。東京大学名誉教授。専門は強磁場・高圧での物性物理学。

## 人物・経歴
1966年東京工業大学理工学部卒業。1971年東京工業大学大学院理工学研究科博士課程修了、理学博士。
1971年から東北大学金属材料研究所助手を務め、附属道川爆縮極強磁場実験所において、日本初の100テスラ超の強磁場の発生を実現したが、研究室での事故により助教授が爆死し研究は中断し、のち裁判では仙台地方裁判所において証人を務めた。
1982年から東京大学物性研究所助教授。1994年東京大学物性研究所教授。2004年定年退職、東京大学名誉教授。専門は強磁場物性、高圧物性で、磁性研究を行った。